# MOS 6510
MOS 6510 je mikroprocesor koji je nastao modifikacijom MOS 6502. Glavna razlika je 8-bitni ulazno/izlazni port, te tristate (tristanjskog) adresnog registra.

## Inačice
- MOS 6510
- MOS 6510T - korištena u disketnoj jedinici Commodore 1551
- MOS 8500 - HMOS inačica 6510 (1984.)
- MOS 7501/8501 - inačica koja je korištena u računalima: Commodore 16, Commodore 116, Commodore Plus/4
- MOS 8502 - takt od 2MHz korištena u računalu Commodore 128